# Rivalidad John Cena-Randy Orton

John Cena y Randy Orton durante su lucha en Backlash 2025, la única donde Cena actuaba como heel y Orton como face, que además marcaría el final de esta rivalidad.

La rivalidad entre John Cena y Randy Orton fue una de las importantes rivalidades dentro de WWE y la lucha libre profesional en general. Tanto Cena como Orton son considerados como dos de los mejores luchadores en toda la historia. Inicialmente a partir de 2007, los dos tuvieron una rivalidad intermitente hasta 2014, con ambos reservados para aparecer en el evento principal de varios eventos de pago por evento y, a menudo, compitiendo por el Campeonato de WWE.
Aunque los combates entre los dos recibieron elogios, la repetición de la disputa recibió críticas de fanáticos, periodistas y compañeros luchadores por ser repetitiva y obsoleta. En 2021, WWE publicó una lista de las 10 principales rivalidades de John Cena, clasificando a Orton como su rival número uno. En 2022, Pinkvilla mencionó que la rivalidad «fue posiblemente una de las mayores rivalidades en la historia de WWE».
En 2022, Cena rindió homenaje a Orton en el vigésimo aniversario de su debut, declarando su «máximo respeto» por los logros de Orton como luchador y su «genuino amor y admiración» como persona. Hablando con TMZ en el mismo año, Orton nombró a Cena como una posibilidad para incluirlo en el Salón de la Fama de la WWE después de su retiro.

## Historia

### Primeros duelos (2007-2008)
En el episodio del 23 de julio de 2007 de Raw, Randy Orton interfirió y atacó al entonces Campeón de WWE John Cena después del combate de Cena esa noche. Poco después, el asistente ejecutivo Jonathan Coachman anunció a Orton como el nuevo contendiente número uno al campeonato. Ambos luchadores se enfrentarían mano a mano por primera vez en SummerSlam, con Cena llevándose la victoria y prolongando su ya largo reinado como monarca. El 27 de agosto, durante el combate de Cena con Booker T en Raw, Orton atacó a Cena provocando la descalificación. Luego, Orton atacó al padre de Cena, que estaba sentado en el ringside, pateándolo de despeje e hiriéndolo gravemente. Cena y Orton se enfrentaron nuevamente en el evento Unforgiven, donde Cena se descalificó intencionalmente atacando repetidas veces a Orton durante y después del combate, lo sometió con el STFU mientras permitía que su padre, que se recuperaba de sus heridas, pateara a Orton en la cabeza.
Después del combate, Coachman reservó a los dos en un combate de Last Man Standing match por el Campeonato de WWE en No Mercy para resolver la rivalidad personal sin ninguna restricción. En el episodio del 17 de septiembre de Raw, Orton ató a Cena en la esquina del ring y obligó al padre de este a enfrentarlo en un combate que Orton ganó fácilmente. Sin embargo, la rivalidad terminó prematuramente después de que Cena sufriera un desgarro legítimo del músculo pectoral durante un combate con Mr. Kennedy, dejándole fuera de acción durante meses y obligó a dejar vacante el Campeonato de WWE. En No Mercy, Orton se consagró como nuevo campeón.
Iniciando 2008, Cena reavivó la rivalidad al regresar y ganar de manera sorprendente el Royal Rumble, desafiando a Orton por el título en No Way Out en lugar de WrestleMania XXIV como en años anteriores. Durante esa lucha, Orton fue descalificado intencionalmente, por lo que no perdió el título. La noche siguiente en Raw, Cena una vez más tuvo la oportunidad por el Campeonato de WWE, derrotando a Orton por una oportunidad por el título en un combate donde Triple H fue el árbitro invitado especial. Se llevó a cabo un combate de triple amenaza entre Orton, Cena y Triple H en WrestleMania, y Orton ganó el combate. En Backlash, se llevó a cabo un Fatal 4-Way Elimination match con los tres hombres mencionados y John «Bradshaw» Layfield sumándose a la rivalidad. Allí Orton eliminó a Cena, quien previamente había eliminado a JBL. Sin embargo, Triple H luego eliminó a Orton para llevarse el título. Tras esto, Orton inició un feudo con Triple H en torno al título mientras Cena se enemistaba con JBL al costarle la victoria.

### Renovando la rivalidad (2009)
En julio de 2009, Cena desafió a Orton y Triple H en una lucha de triple amenaza por el Campeonato de WWE en Night of Champions. En el evento, Orton cubrió a Cena para retener con éxito el título. Esto reavivó el feudo entre ambos, y se llevaron a cabo varios segmentos donde se mencionaron los eventos de los años anteriores, y The Legacy, el stable liderado por Orton que consta de Ted DiBiase Jr. y Cody Rhodes, atacando a Cena en numerosas ocasiones. Esto finalmente condujo a una contienda en SummerSlam, y Orton ganó una vez más. En el episodio del 31 de agosto de Raw, Dusty Rhodes pactó un combate entre su hijo Cody y Orton con Cena como árbitro invitado especial. Pero durante el combate, Cody traicionó a Cena, a quien le había hecho creer que rompía lazos con The Legacy, y junto con Orton y DiBiase atacaron.
Sin embargo, Cena ganó otra oportunidad de enfrentarse a Orton, y esta vez en un «I Quit» match en Breaking Point. Después de una pelea brutal, Orton esposó a Cena a uno de los postes del ring y le arrojó agua. Pero Cena finalmente pudo liberarse de las esposas y ató a Orton con las esposas mientras aplicaba simultáneamente el STF. Incapaz de liberarse de la situación, Orton se vio obligado a decir «me rindo», lo que significa que Cena ganó la lucha; El escritor de 411Mania Evan Daniels lo consideró como el mejor combate del feudo.
Un mes después, Orton obtuvo su revancha en un combate de Hell in a Cell en el evento inaugural del mismo nombre. En dicho encuentro, derrotó a Cena para recuperar el Campeonato de WWE. En el episodio del 5 de octubre de Raw, Cena desafió a Orton a una última revancha por el título en un 60-Minutes Iron Man match donde el luchador con más puntos al final de ese tiempo sería nombrado vencedor. Para aceptar el reto, Orton añadió dos condiciones más al encuentro; si Cena perdía, dejaría la marca roja, y el combate sería un «todo vale», condiciones que Cena aceptó. También declararon que después de ese combate, ya no podrán enfrentarse por el Campeonato de WWE, y resolverían sus diferencias para siempre. El combate se llevó a cabo en Bragging Rights. Durante la contienda, The Legacy atacó a Cena pero Kofi Kingston acudió en su ayuda para intimidar a la agrupación, y más tarde, Cena finalmente derrotó a Orton por un marcador de 6-5 tras hacerlo rendirse con el STF.
A pesar de no poder volver a enfrentarse por el campeonato,  se enfrentaron una vez más en el episodio especial de Raw del 14 de diciembre para recibir el Slammy Award a la «Superestrella del Año 2009» en una final de torneo, con Cena victorioso.

### Fin de la rivalidad (2013-2014)
En 2013, Orton formó parte del grupo The Authority, y se enfrascó en un feudo con el luchador favorito de los fans de ese entonces, Daniel Bryan, que terminó en Hell in a Cell, con Orton venciendo a Bryan en un Hell in a Cell match y ganando el Campeonato de WWE. También en el evento, Cena derrotó a Alberto Del Río para ganar el Campeonato Mundial Peso Pesado. En diciembre, la rivalidad se avivó cuatro años después de su combate en Bragging Rights luego de que Cena sugiriera que solo debería haber «un campeón mundial» en WWE. Esto llevó al líder de The Authority Triple H a anunciar un Winner Takes All match para TLC: Tables, Ladders & Chairs donde el ganador se llevaría ambos títulos. El 15 de diciembre en el evento, Orton derrotó a Cena para unificar los campeonatos, posteriormente desactivando el Campeonato Mundial Peso Pesado. La rivalidad continuó, con Orton atacando una vez más al padre de Cena en enero de 2014.
Orton y Cena se enfrentaron nuevamente por el renombrado Campeonato Mundial Peso Pesado de WWE en Royal Rumble, en un combate que el primero ganó después de que Cena se distrajera con The Wyatt Family. En el episodio del 10 de febrero de Raw, Cena dijo que la enemistad con Orton concluiría después de su combate del evento principal, y señaló que los fanáticos querían un cambio en la forma de luchadores como Daniel Bryan. En Elimination Chamber en febrero, Cena fue uno de los seis participantes en el combate de Elimination Chamber que compitió por el Campeonato Mundial Peso Pesado de WWE de Orton, pero una vez más fue atacado por The Wyatt Family, cuya interferencia ayudó a Orton a eliminarle. La rivalidad una vez más se detuvo momentáneamente cuando Cena centró su atención en The Wyatt Family, mientras que Orton renovó su rivalidad con Bryan.
Al igual que en 2009, este nuevo duelo no estuvo exento de críticas, pues el luchador Cesaro declaró en una entrevista para el Liverpool Echo que estaba «harto de ver a John Cena contra Randy Orton por 500 veces», señalando según su opinión el deseo de los fanáticos de ver nuevos luchadores y «contenido fresco».
Más tarde ese año, Cena y Orton estaban programados para enfrentarse en Hell in a Cell, en su segundo Hell in a Cell match. El 26 de octubre en dicho evento, Cena se llevó la victoria sobre Orton en esta disputa; fue su décimo y último combate uno a uno en PPV's, poniendo fin a su histórica rivalidad.

### Primera lucha enSmackDown Live(2017)
Tres años después del final de la rivalidad, los dos luchadores tuvieron su último combate televisado hasta la fecha en el episodio del 7 de febrero de 2017 de SmackDown, que curiosamente también era el único «uno contra uno» que tendrían en la marca, y fue ganado por Cena. Su último combate hasta la fecha fue el evento principal de un evento en vivo no televisado el 11 de febrero en el que Cena defendió el Campeonato de la WWE en un esfuerzo por ganar.

### Reinicio de rivalidad y final definitivo de la misma (2025)
En abril de 2025, John Cena derrotó a Cody Rhodes en la segunda noche de WrestleMania 41 para coronarse nuevo Campeón Indiscutido de WWE, resultado que lo hizo convertirse en 17 veces campeón mundial, superando el récord de Ric Flair. Mientras hablaba de su triunfo la noche siguiente en Raw, Cena fue sorpresivamente atacado por Randy Orton de espaldas con un RKO. Tras un intenso intercambio de palabras, Orton lo desafió a una última lucha entre ambos a llevarse a cabo en Backlash el 10 de mayo, que Cena aceptó a regañadientes. La lucha fue la primera con ambos luchadores teniendo personalidades invertidas: «The Cenation Leader» siendo heel (cuyo cambio había sido hasta tendencia en redes sociales por días) y «The Viper» mostrándose face; Cena logró retener su título luego de un golpe bajo.
La anterior lucha mencionada marcaba, ahora si, el final definitivo de la histórica rivalidad. Esto en gran parte a la edad de ambos luchadores y a las prioridades de Cena como actor de Hollywood.